# 倫茨峰
46°06′16.7″N 7°52′06.4″E / 46.104639°N 7.868444°E

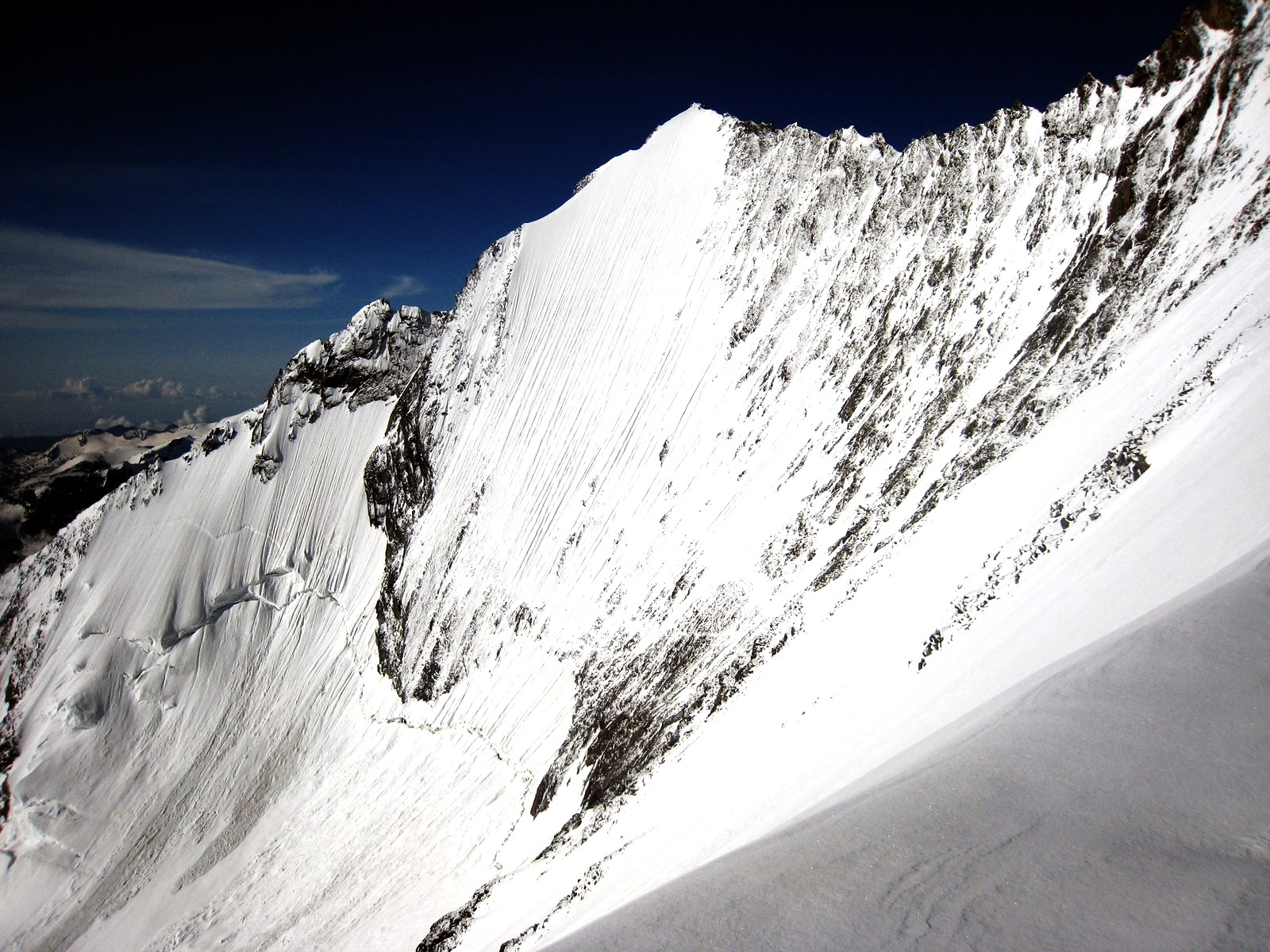

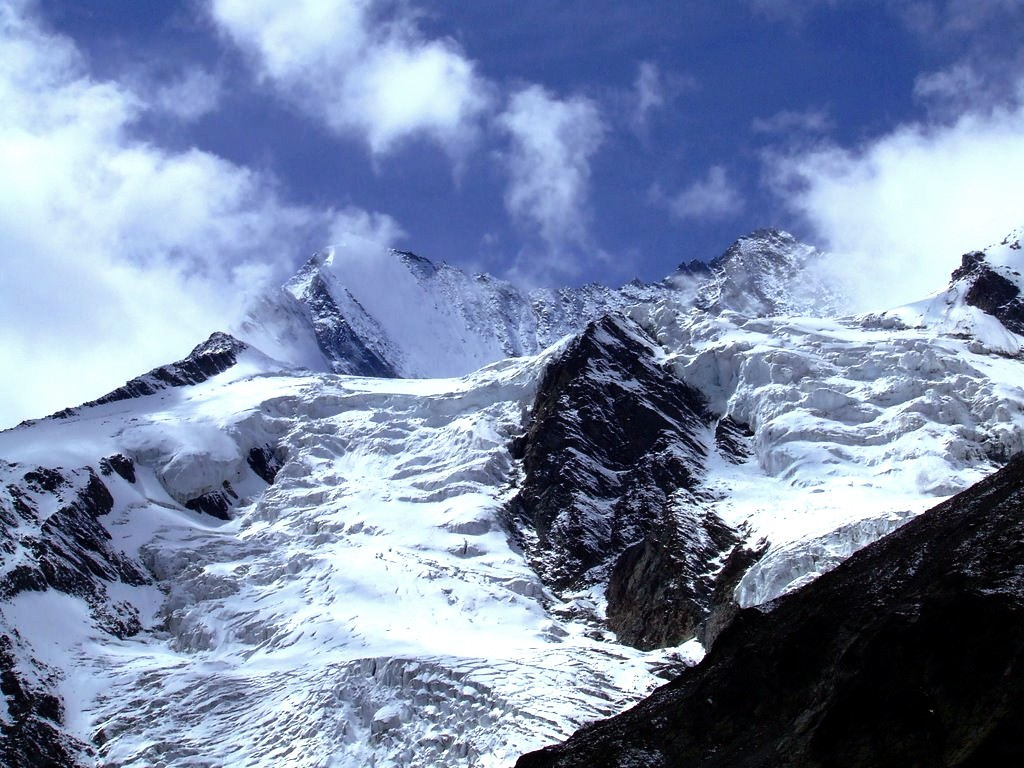

倫茨峰（德語：Lenzspitze）是瑞士的山峰，位於該國南部，由瓦萊州負責管轄，屬於彭尼内山的一部分，海拔高度4,294米，人類在1870年8月首次登上該山峰。